# Consigne à vie
Consigne à vie est une œuvre de l'artiste français Arman située à Paris, en France.

## Description
L'œuvre est composée d'une accumulation de valises en bronze. Signataire de la Déclaration constitutive du Nouveau Réalisme qui prône un retour à la réalité, Arman accumulait des objets usuels, familiers et sentimentaux.

## Localisation
L'œuvre est installée sur la cour de Rome de la gare Saint-Lazare.

## Historique
Consigne à vie est une œuvre d'Arman réalisée en 1985. Commande publique de l’État (ministère de la Culture et de la Communication - Centre national des arts plastiques), elle est installée cette année-là dans la cour de Rome de la gare Saint-Lazare. Une deuxième œuvre d'Arman, L'Heure de tous, figure dans la cour du Havre de la gare Saint-Lazare.

## Artiste
Arman (1928-2005) est un artiste français, peintre, sculpteur et plasticien, célèbre pour ses accumulations.